# Folkeafstemningen om Amsterdam-traktaten
Folkeafstemningen om Amsterdam-traktaten var en dansk folkeafstemning om Danmarks ratifikation af Amsterdam-traktaten, der blev afholdt 28. maj 1998. Resultatet af folkeafstemningen blev at 55,1 procent stemte for ratifikationen og 44,9 procent imod. Valgdeltagelsen var 76,2 procent.
Afstemning betød, at Danmark ratificerede traktaten pr. 1. maj 1999.
Socialdemokratiet, Det Radikale Venstre, Det Konservative Folkeparti, Centrum-Demokraterne, Kristeligt Folkeparti og Venstre anbefalede et ja, mens Socialistisk Folkeparti, Junibevægelsen, Folkebevægelsen mod EU, Dansk Folkeparti, Fremskridtspartiet og Enhedslisten anebfalede at stemme nej. Debatten op til afstemningen var præget af, at modstanderne opfattede trakten som et skridt mod mere union, mens tilhængerne slog på, at traktaten gav mulighed for at optage en række af de tidligere Østblok-lande.